# Trididemnum polyorchis
Trididemnum polyorchis is een zakpijpensoort uit de familie van de Didemnidae. De wetenschappelijke naam van de soort werd in 1966 voor het eerst geldig gepubliceerd door het echtpaar Claude en Françoise Monniot.